# Juego de miniaturas coleccionables

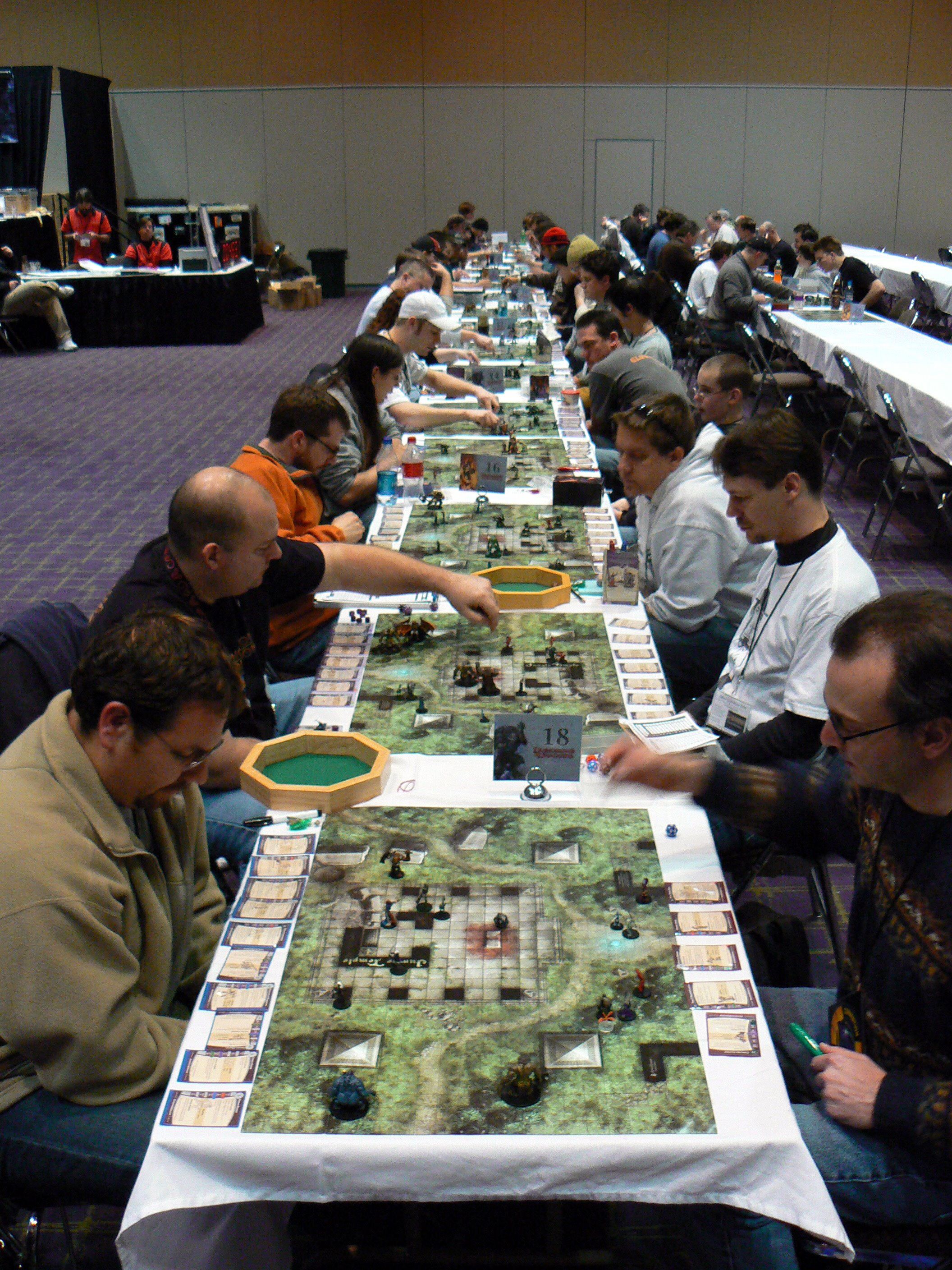
Torneo de miniaturas de la franquicia Calabozos y Dragones.

Los juegos de miniaturas coleccionables son juegos de miniaturas que poseen un sistema de distribución y comercialización similar al de los juegos de cartas coleccionables, es decir, las miniaturas se distribuyen en cajas selladas donde no se especifica cuáles son exactamente las piezas de juego que se encuentran en su interior, lo cual favorece a la mecánica de intercambio y colección que promueven este tipo de juegos.

## Descripción general
La principal diferencia con los juegos de miniatura tradicionales es que las miniaturas vienen listas para jugar y no es necesario ensamblarlas ni pintarlas; en su mayoría, el juego se desarrolla sobre un mapa o tablero pre-diseñado que además puede estar modulado en casilleros cuadrados o hexagonales que permiten prescindir del uso de una cinta de medida u otra herramienta de medición. Estas características hacen que el juego sea atractivo para un sector más amplio de jugadores que no están interesados en el factor artesanal de los juegos de miniatura tradicionales y buscan un sistema de juego mucho más fluido.
Normalmente se comete el error de confundirlos con juegos de tablero al diferenciarlos de los juegos de miniaturas tradicionales por el hecho de que no utilizan maquetas como escenario del desarrollo del juego, pero las maquetas y/o dioramas no son exclusivos de los juegos de miniatura tradicionales ya que hay juegos de miniaturas coleccionables que utilizan maquetas (como Mechwarrior: Age of Destruction, reedición de MechWarrior: Dark Age) o dioramas modulados (como Heroscape).

## Algunos ejemplos
- HeroClix[1] (2002, basado en superhéroes de historieta)
- MechWarrior: Dark Age[2] (2002, basado en el universo de BattleTech)
- Star Wars Miniatures[3] (2004, basado en el universo de Star Wars)
- MLB SportsClix[4] (2004, basado en el baseball)
- Halo ActionClix[5] (2007, basado en la serie de videojuegos Halo)